# Vingt-quatre généraux de Takeda Shingen

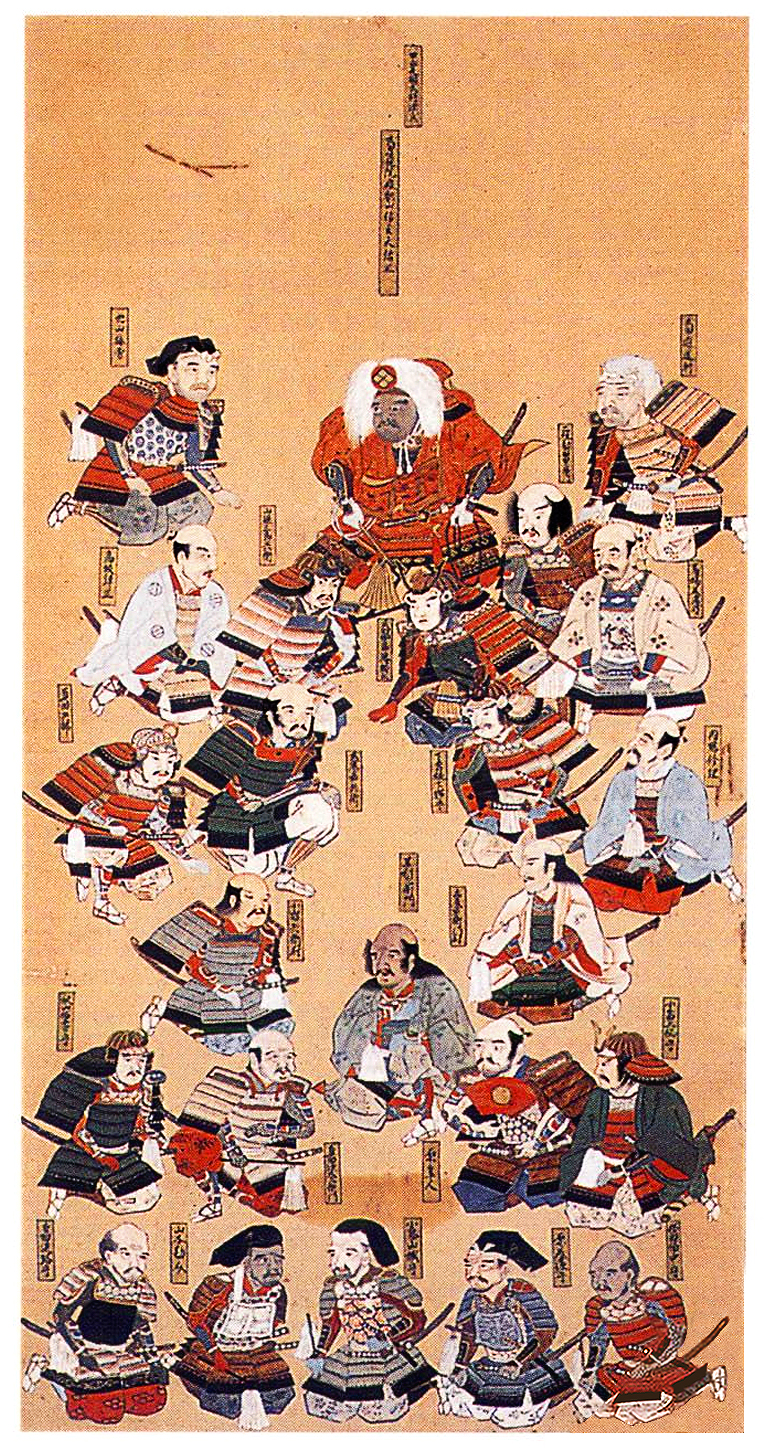
Les vingt-quatre généraux de Takeda Shingen.

Les vingt-quatre généraux de Takeda Shingen (武田二十四将, Takeda ni-jū-yon shō / Takeda ni-jū-shi shō) sont des vassaux du daimyo Takeda Shingen de l'époque Sengoku. Pendant l'époque d'Edo, ils sont choisis comme sujet populaire pour le ukiyo-e et le bunraku.
Les noms des généraux varient selon les textes et la liste qui suit est la version la plus largement répandue. Ils n'ont pas travaillé ensemble, étant donné que certains sont morts avant que d'autres commencent à servir, mais sont signalés pour leurs contributions exceptionnelles à Shingen et au clan Takeda.
Un tiers d'entre eux sont morts à la bataille de Nagashino en 1575 quand ils conduisirent les forces Takeda contre Oda Nobunaga.
- Akiyama Nobutomo (1531-23 décembre 1575)
- Amari Torayasu (1498-23 mars 1548) † ; bataille d'Uedahara
- Anayama Nobukimi (1541-21 juin 1582)
- Baba Nobuharu (1514 ou 1515-29 juin 1575) † ; bataille de Nagashino
- Hara Masatane (1531-29 juin 1575) † ; bataille de Nagashino
- Hara Toratane (1497-11 mars 1564)
- Ichijō Nobutatsu (1539-2 avril 1582)
- Itagaki Nobukata (1489-23 mars 1548) † ; bataille d'Uedahara
- Kōsaka Masanobu (1527-12 juin 1578)
- Naitō Masatoyo (1522-29 juin 1575) † ; bataille de Nagashino
- Obata Masamori (1534-29 mars 1582)
- Obata Toramori (1491 ou 1505-14 juillet 1561)
- Obu Toramasa (1504-11 novembre 1565)
- Oyamada Nobushige (1545-16 avril 1582)
- Saegusa Moritomo (1537-29 juin 1575) † ; bataille de Nagashino
- Sanada Nobutsuna (1537-29 juin 1575) † ; bataille de Nagashino
- Sanada Yukitaka (1513-8 juin 1574)
- Tada Mitsuyori (1501-1563)
- Takeda Nobukado (1529-30 mars 1582)
- Takeda Nobushige (1525-18 octobre 1561) † ; 4e bataille de Kawanakajima
- Tsuchiya Masatsugu (1544-9 juillet 1575) † ; bataille de Nagashino
- Yamagata Masakage (1524-29 juin 1575) † ; bataille de Nagashino
- Yamamoto Kansuke (1501-18 octobre 1561) † ; 4e bataille de Kawanakajima
- Yokota Takatoshi (1487-9 novembre 1550) † ; siège du château de Toishi

## Source de la traduction
- (en) Cet article est partiellement ou en totalité issu de l’article de Wikipédia en anglais intitulé « Twenty-Four Generals of Takeda Shingen » (voir la liste des auteurs).